# 김근찬
김근찬(1907~1991년 5월 17일)은 대한민국의 전 축구 선수 및 감독이다. 1954년 대표팀 감독에 선임되었다.  선수 시절 평양 축구단 소속으로 경평축구대항전에 참여하였으며 유도계에서도 활약하였다.